# أصلة ملكة
الأصلة الملكة أو الأصلة المُكَلَّلة أو الأصلة الملكية[بحاجة لمصدر] أو أصلة الكرة[بحاجة لمصدر] (باللاتينية: Python regius) هو نوع من الثعابين يتواجد في أفريقيا في منطقة جنوب الصحراء الكبرى، يعتبر من الثعابين العاصرة، تعتبر من أصغر الأصلات في أفريقيا وتعتبر من الثعابين المحبوبة في تجارة الحيوانات الأليفة، ليس لهذا الثعبان نويعات معروفة حتى الآن، وقد سميت بأصلة الكرة نسبة لكونها تميل إلى التكور أثناء الخوف أو الإرهاق، كان الحكام الأفريقيين القدماء يستعملونها في صنع مجوهراتهم لذلك سموه كذلك بالأصلة الملكية.
تنتشر في مناطق السافانا والأراضي العشبية في جنوب غرب وغرب أفريقيا في دول السنغال ومالي وغينيا وغينيا بيساو وسيراليون وساحل العاج وتوغو وغانا وليبيريا وبنين ونيجيريا والكاميرون وتشاد وجنوب السودان وأوغندا وأفريقيا الوسطى.

## معرض صور

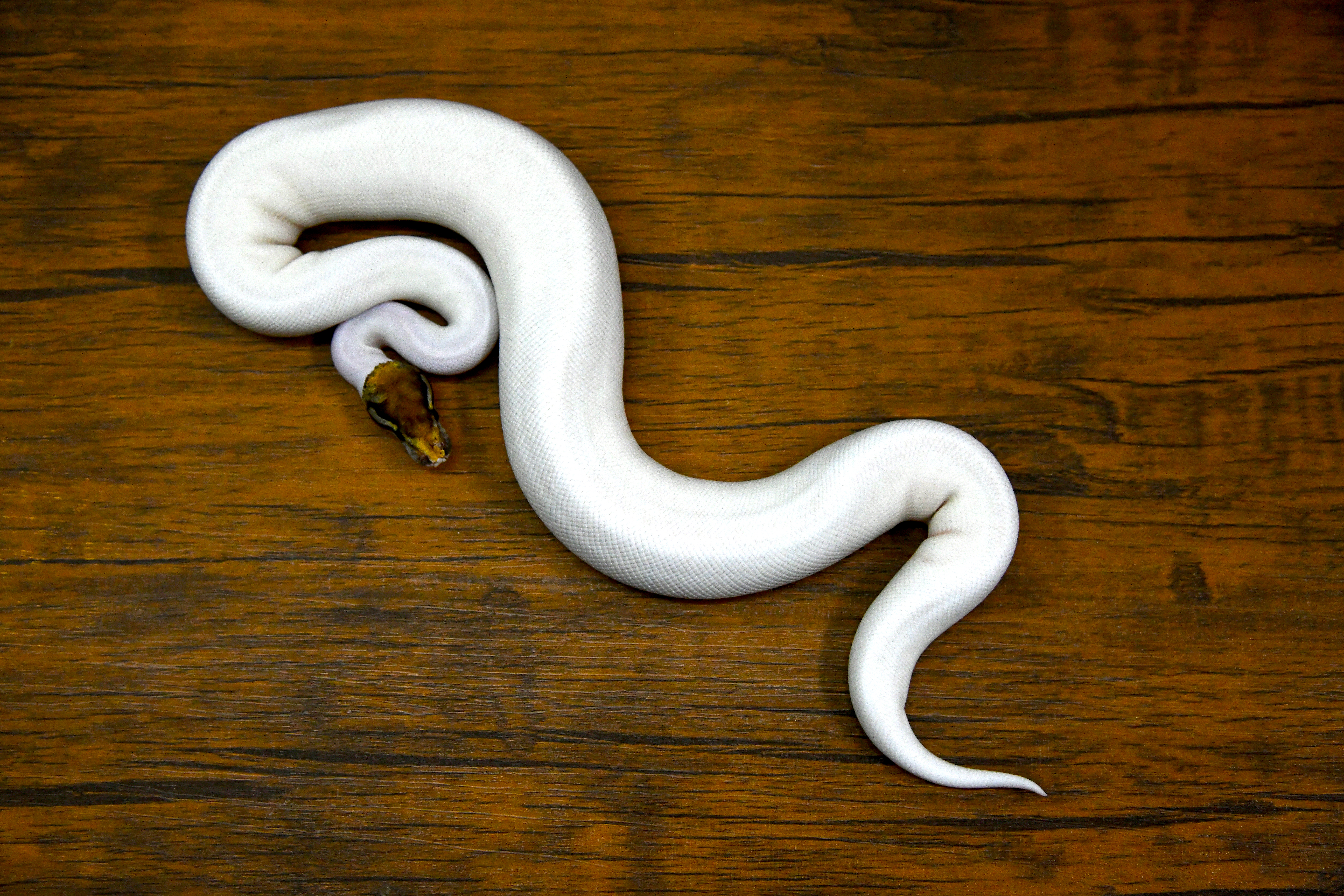
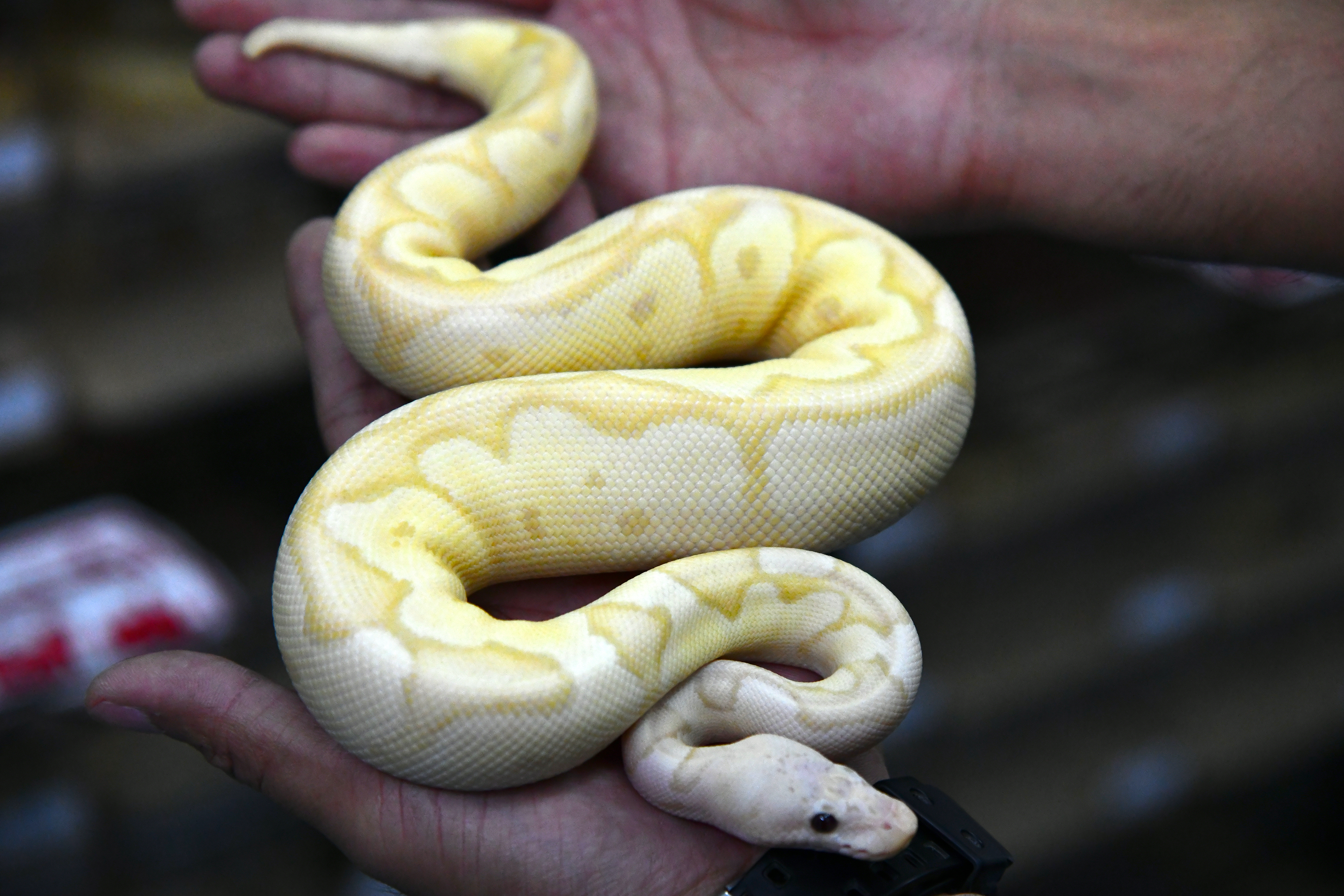
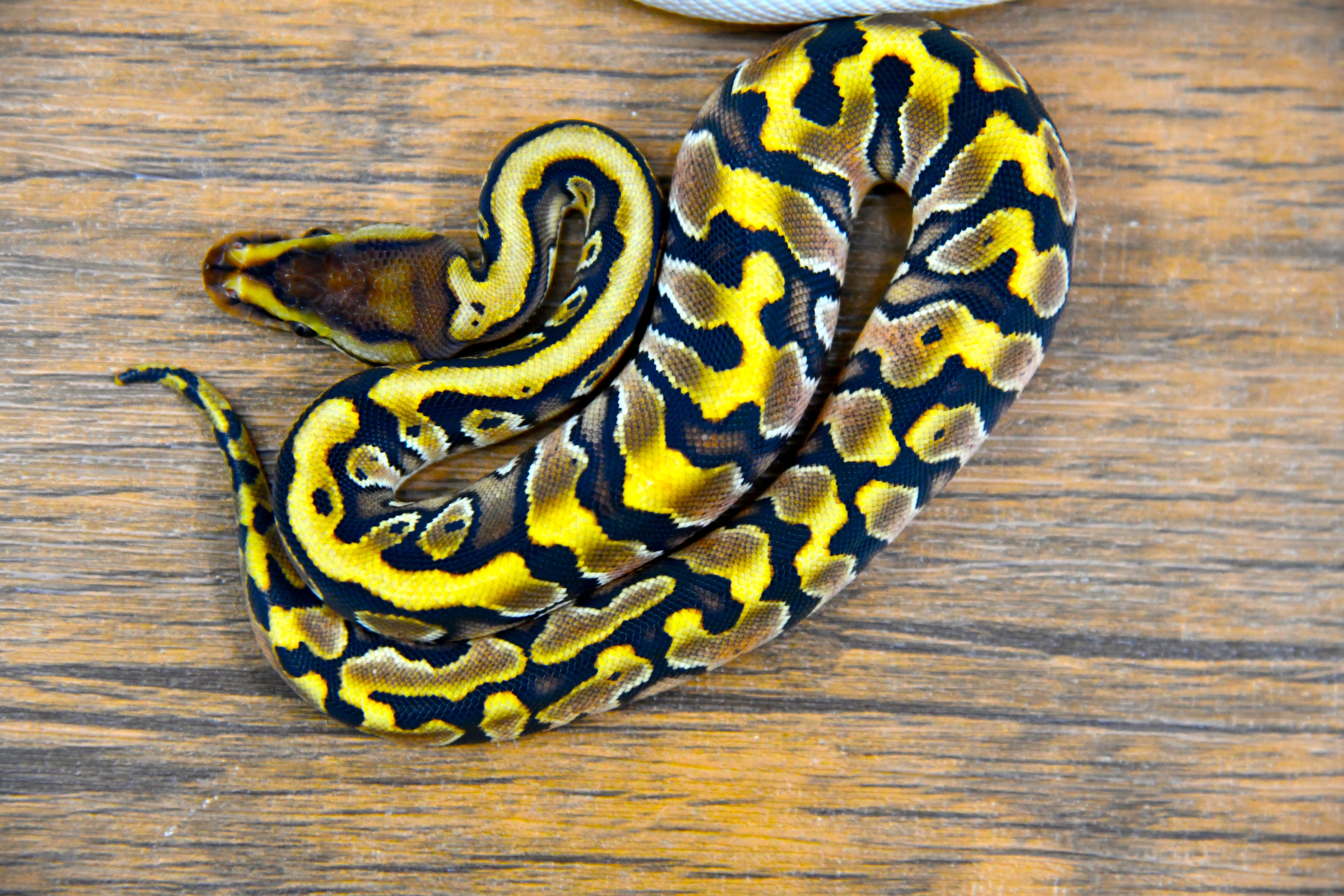
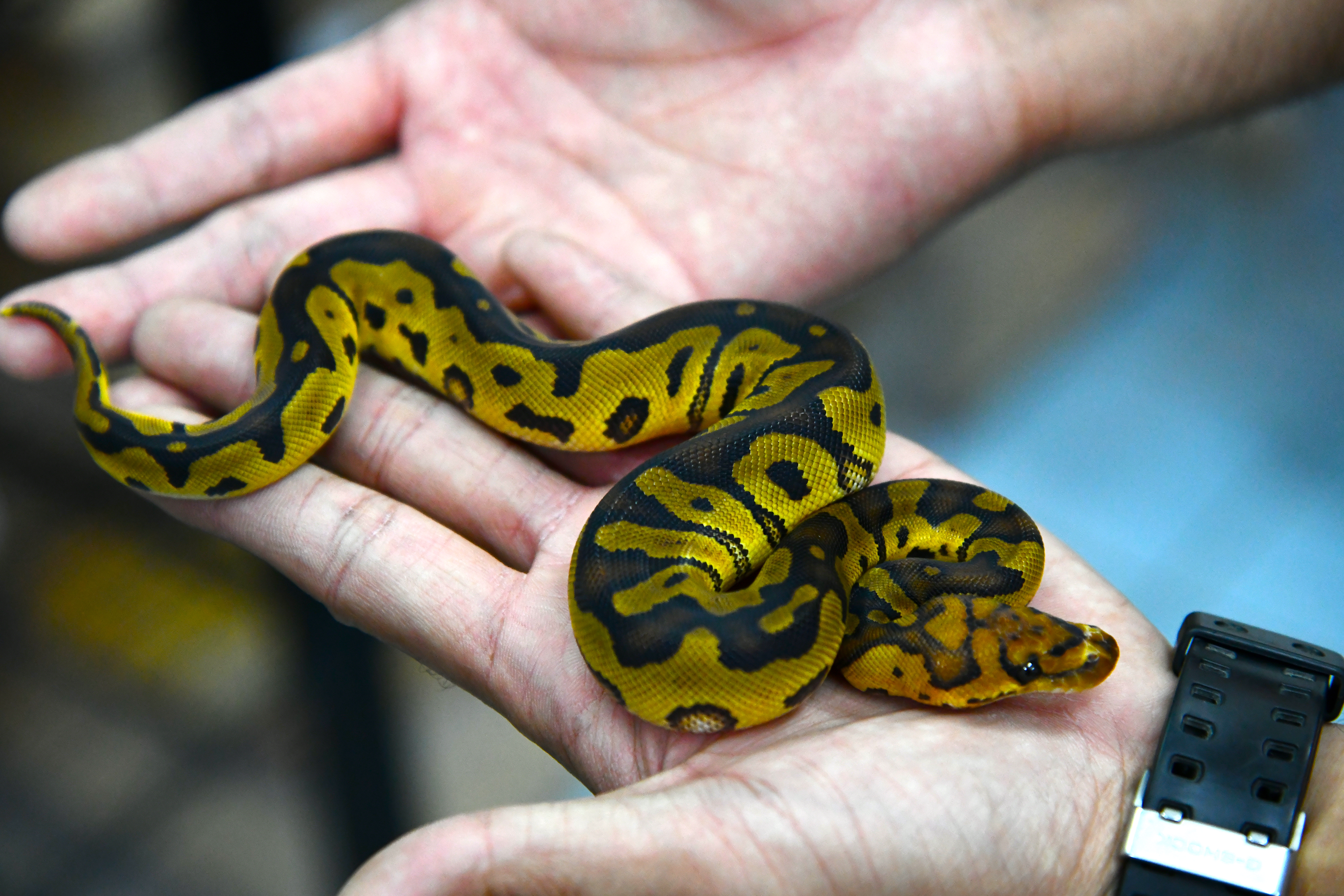